# Sikorsky VS-44
Dimensions
Le Sikorsky VS-44 était un hydravion à coque quadrimoteur construit aux États-Unis par Sikorsky. Il est le dernier hydravion conçu par Sikorsky, qui après la Seconde Guerre mondiale se spécialisera dans la construction d'hélicoptères. Il ne fut fabriqué qu'en quatre exemplaires : un prototype militaire plus trois avions de ligne civils.

## Conception

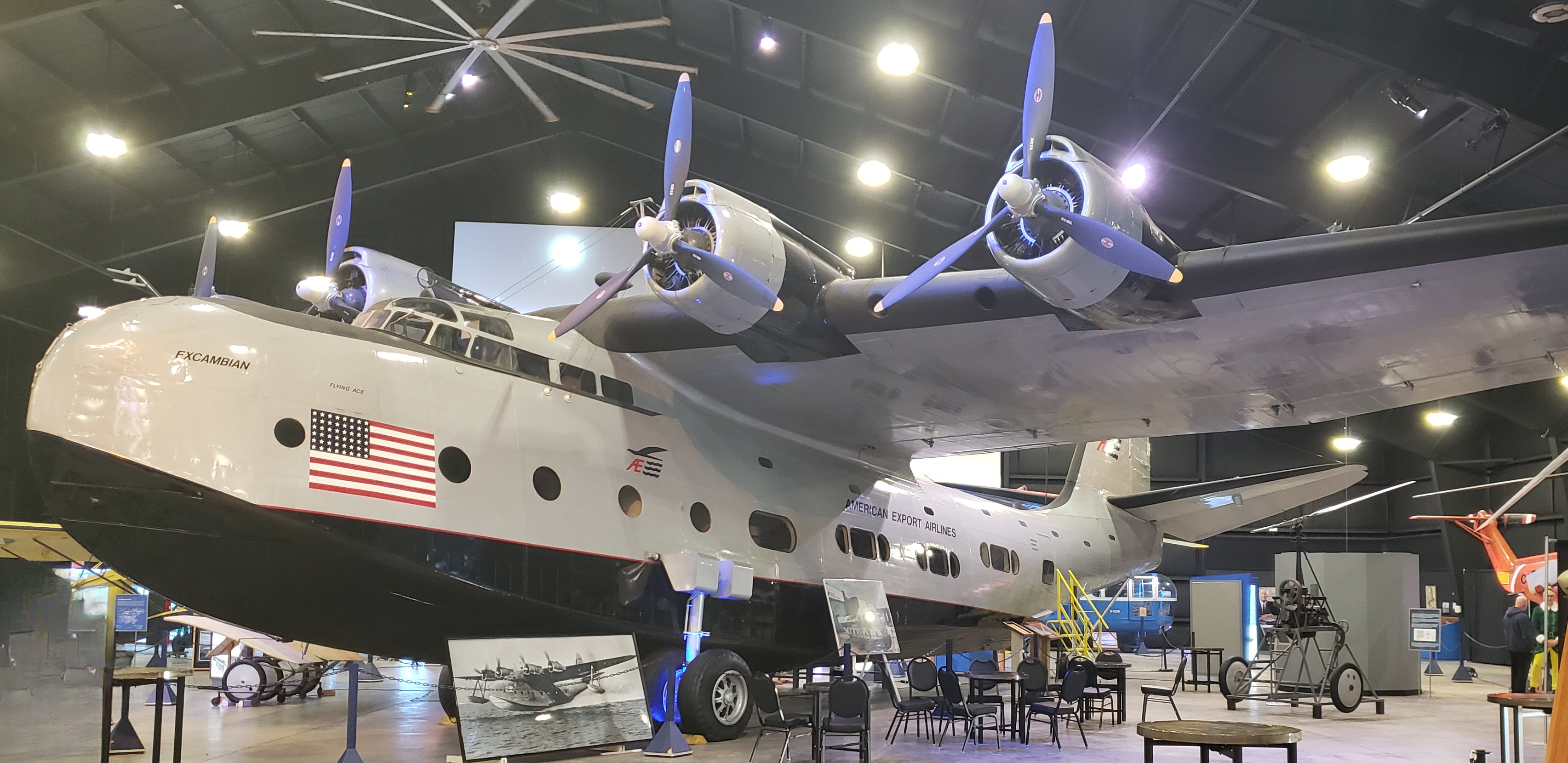
Le seul VS-44 survivant exposé au New England Air Museum en 2024.